# Paris–Roubaix 1973

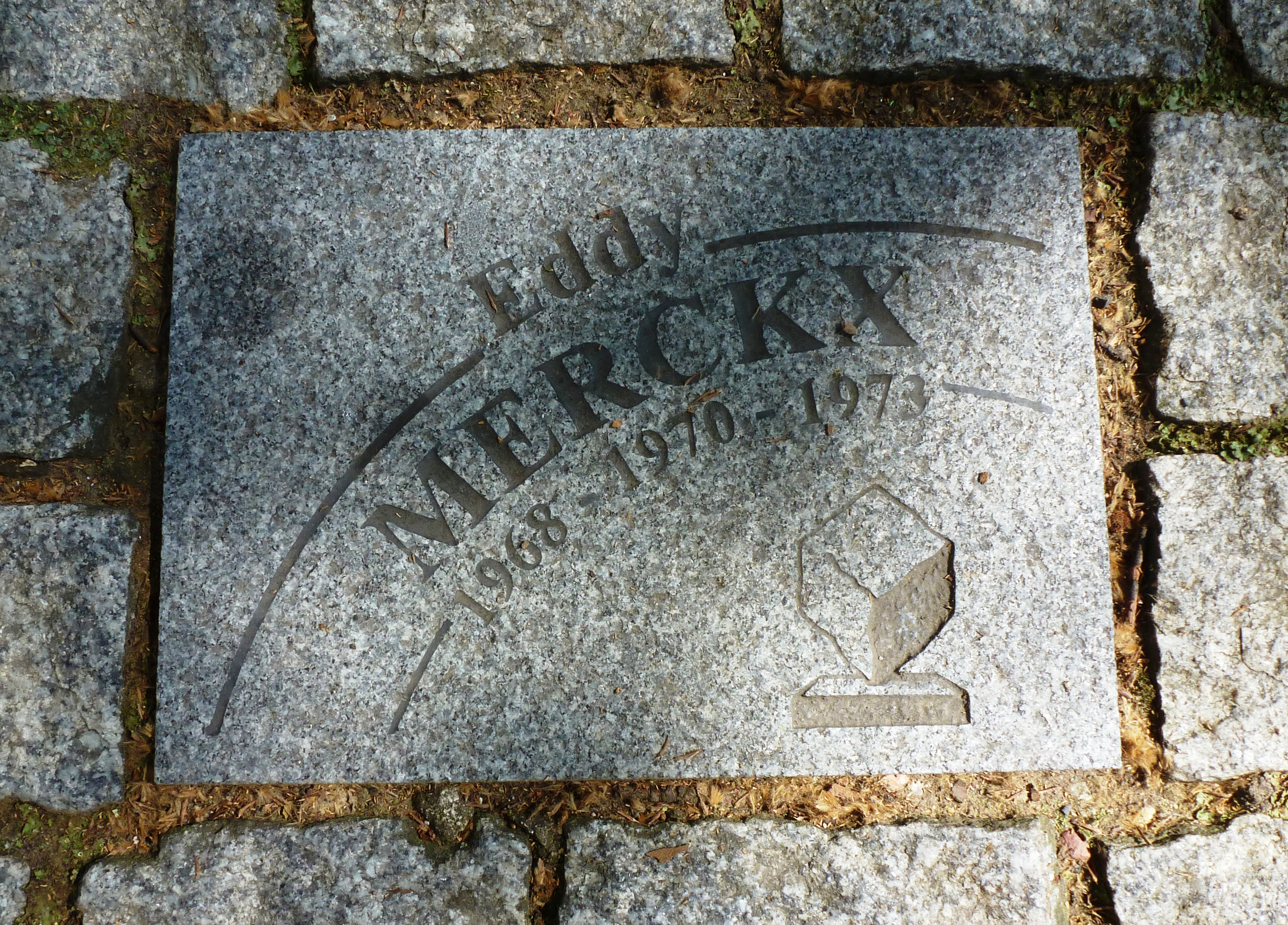
Pflasterstein zu Ehren des dreifachen Siegers Eddy Merckx auf der Allée Charles Crupelandt in Roubaix

Das Eintagesrennen Paris–Roubaix 1973 war die 71. Austragung des Radsportklassikers und fand am Sonntag, den 15. April 1973, statt.
Das Rennen führte von Chantilly, rund 50 Kilometer nördlich von Paris, nach Roubaix, wo es im Vélodrome André-Pétrieux endete. Die gesamte Strecke war 272 Kilometer lang. Es starteten 138 Fahrer, von denen sich 35 platzieren konnten. Der Sieger Eddy Merckx absolvierte das Rennen mit einer Durchschnittsgeschwindigkeit von 36,37 km/h.
An der Trouée d’Arenberg konnte sich eine Gruppe von 16 Fahrern nach vorne absetzen. Auf dem Pavé-Sektor von Bouvignies waren aus dieser Gruppe nur noch Roger De Vlaeminck und Eddy Merckx übrig. De Vlaeminck litt allerdings noch an einer Armverletzung, die er sich bei Gent–Wevelgem zugezogen hatte und konnte daher nicht mit Merckx mithalten. Eddy Merckx absolvierte eine Solofahrt über 44 Kilometer und gewann das Rennen Paris–Roubaix zum dritten Mal nach 1968 und 1970.